# 波姆里特勒维孔特
波姆里特勒维孔特（法語：Pommerit-le-Vicomte，法語發音：[pɔmʁit lə vikɔ̃t]）是法国阿摩尔滨海省的一个市镇，位于该省西部偏北，属于甘冈区。

## 地名
该地名“Pommerit-le-Vicomte”发音为[pɔmʁit lə vikɔ̃t]，“pɔmʁit”中的字母“t”发音，《世界地名翻译大辞典》与《世界地名译名词典》将其误译作“波默里-勒维孔特”。

## 地理
波姆里特勒维孔特（48°37'9"N, 3°5'18"W）面积33.03 平方千米，位于法国布列塔尼大區阿摩尔滨海省，该省份为法国西北部沿海省份，位于布列塔尼半岛北部，北濒大西洋英吉利海峡，西接菲尼斯泰尔省，南至莫尔比昂省，东临伊勒-维莱讷省。
与波姆里特勒维孔特接壤的市镇（或旧市镇、城区）包括：圣吉勒莱布瓦、古德兰、戈默内克、圣克莱特、斯基菲耶克、特雷戈诺、帕比、圣阿加通、勒梅泽尔。
波姆里特勒维孔特的时区为UTC+01:00、UTC+02:00（夏令时）。

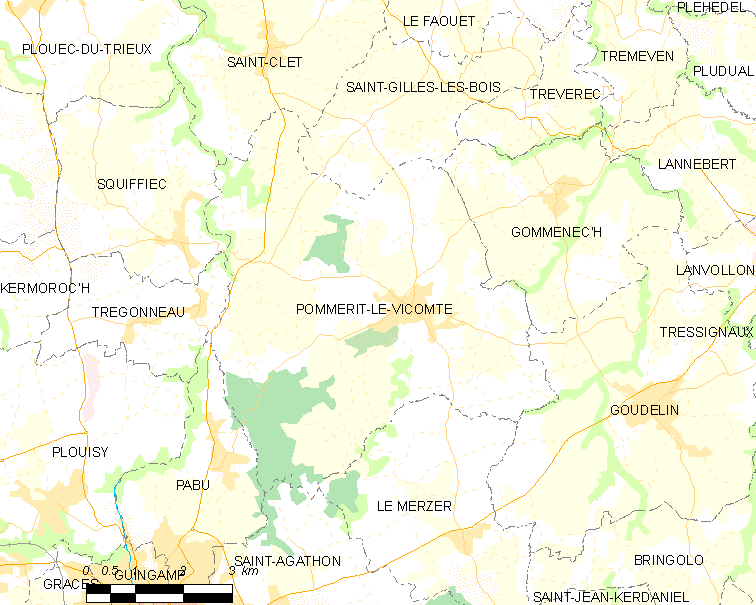
波姆里特勒维孔特的OSM定位图

## 行政
波姆里特勒维孔特的邮政编码为22200，INSEE市镇编码为22248。

## 政治
波姆里特勒维孔特所属的省级选区为甘冈县。

## 人口

1962-2008年间波姆里特勒维孔特人口变化图示

波姆里特勒维孔特于2022年1月1日时的人口数量为1842人。